# شيء في حياتي (فلم)
شيء في حياتي فيلم مصري إنتاج 1966، من إخراج هنري بركات و بطولة فاتن حمامة و ايهاب نافع.

## تمثيل
- فاتن حمامة
- ايهاب نافع
- عدلي كاسب
- سمير صبري
- ملك الجمل
- إحسان شريف

## روابط خارجية
- مقالات تستعمل روابط فنية بلا صلة مع ويكي بيانات